# Itero de la Vega
Itero de la Vega – gmina w Hiszpanii, w prowincji Palencia, w Kastylii i León, o powierzchni 20,93 km². W 2011 roku gmina liczyła 184 mieszkańców.